# Presbytis femoralis
Presbytis femoralis (bandad bladapa ) är en däggdjursart som först beskrevs av Martin 1838.  Presbytis femoralis ingår i släktet bladapor och familjen markattartade apor. IUCN kategoriserar arten globalt som nära hotad på grund av utbredningsområdets omvandling till palmodlingar. Det svenska trivialnamnet bandad bladapa förekommer för arten.
Inga underarter finns listade i Catalogue of Life. Wilson & Reeder (2005) skiljer mellan tre underarter.

## Utseende
Arten når en kroppslängd (huvud och bål) av 46 till 59 cm och en vikt av cirka 6 kg. Pälsens grundfärg är mörkbrun till svartaktig på ryggen och ljusare på buken. Några populationer har en tydlig längsgående vit strimma på buken och hos andra populationer förekommer vitaktiga eller blåa ringar kring ögonen. Ibland klassificeras de olika färgvarianterna som underarter. Några individer har en eller två tofsar på huvudet (se bild).

## Utbredning och habitat
Denna primat förekommer på Malackahalvön och på nordcentrala Sumatra. Habitatet utgörs av mangroveskogar och av områden med buskar och gräs längs vattendrag. Arten äter huvudsakligen frukter samt några blad.

## Ekologi
Presbytis femoralis klättrar vanligen i växtligheten men den kommer ibland ner till marken. Födan utgörs främst av frukter och unga blad samt av frön och blommor. Individerna bildar flockar som har beroende på utbredningsområde 2 till 15 medlemmar. En vanlig flock består av en hane, några honor och deras ungar. Dessutom finns ungkarlsflockar. Arten är aktiv på dagen men den vilar vanligen under dagens hetaste timmar.
Hos arten finns ingen särskild parningstid. Honor är ungefär varje månad för en vecka parningsberedda men mellan två födslar ligger två år. Dräktigheten varar i genomsnitt 168 dagar och sedan föds vanligen en unge, sällan tvillingar. Ungarna diar sin mor 10 till 12 månader. Äldre ungar uppfostras av hela flocken.